# Paul Schneider (actor)
Paul Andrew Schneider (16 de marzo de  1976) es un actor estadounidense conocido, entre otros trabajos, por su interpretación de Mark Brendanawicz en las dos primeras temporadas de la serie de NBC Parks and Recreation. Obtuvo el premio al mejor actor en el Tribeca Film Festival de 2014, por su interpretación en la película Goodbye to All That y también un premio al mejor actor de reparto en 2009, otorgado por la National Society of Film Critics, por su papel en Bright Star.

## Biografía

### Primeros años
Schneider nació y creció en Asheville, North Carolina. Se graduó en la School of the Arts de la Universidad de Carolina del Norte.

### Carrera
En el año 2000, Schneider hizo su debut en la película George Washington y protagonizó el drama romántico All the Real Girls en 2003. Como trabajo de investigación para su papel de Jesse Baylor en Elizabethtown, el director Cameron Crowe sugirió a Paul un tour con la banda My Morning Jacket a la cual acompañó en 4 conciertos.
Después de Elizabethtown, obtuvo papeles secundarios en The Family Stone y Live Free or Die. En 2007, interpretó a Gus Lindstrom en Lars and the Real Girl y al forajido Dick Liddil en The Assassination of Jesse James by the Coward Robert Ford. A raíz de ello, fue nombrabo como uno de los "Ten Actors to Watch" por la revista Variety. En 2008, debutó como director con el filme independiente Pretty Bird. Año en el que interpretó al presidente William Henry Harrison, en la miniserie cómica Drunk History Vol. 4.
En 2009, Paul interpretó a Charles Armitage Brown en la película Bright Star, papel por el que consiguió el premio al mejor actor de reparto por la National Society of Film Critics. Este premio fue compartido con el actor austriaco Christoph Waltz por Inglourious Basterds. Interpretó a Courtney Farlander en Away We Go.
Schneider protagonizó, la serie de NBC Parks and Recreation, dando vida a Mark Brendanawicz, durante dos temporadas (2009/10). Su personaje no volvió a aparecer durante el resto de la serie, a pesar de que los productores así lo quisieron. Pero Paul no estuvo interesado en volver, puesto que llegó a plantearse no volver a hacer televisión.
Tras eso, apareció en menor media en un par de series como The Divide o The Tunnel.
En 2014, obtuvo el premio al mejor actor por su papel de Otto en la película Goodbye to All That, otorgado en el Tribeca Film Festival.

## Filmografía

### Cine
| Año  | Título                                                     | Rol                    | Notas |
| ---- | ---------------------------------------------------------- | ---------------------- | --- |
| 1997 | Pleasant Grove                                             | Bedford                | Cortometraje |
| 1998 | Physical Pinball                                           |                        | Cortometraje |
| 2000 | George Washington                                          | Rico Rice              | |
| 2003 | Security, Colorado                                         | Paul                   | |
| 2003 | All the Real Girls                                         | Paul                   | Escritor |
| 2003 | Crude                                                      | Gabe                   | |
| 2004 | 50 Ways to Leave Your Lover                                | Owen McCabe            | |
| 2005 | Elizabethtown                                              | Jesse Baylor           | |
| 2005 | The Family Stone                                           | Brad Stevenson         | |
| 2006 | Live Free or Die                                           | Jeff Lagrand           | |
| 2007 | The Assassination of Jesse James by the Coward Robert Ford | Dick Liddil            | |
| 2007 | Lars and the Real Girl                                     | Gus Lindstrom          | |
| 2008 | Pretty Bird                                                | Beach Dog Jogger       | Escritor, director |
| 2009 | Bright Star                                                | Charles Armitage Brown | Hollywood Film Festival Spotlight Award National Society of Film Critics Award for Best Supporting Actor Nominado – San Diego Film Critics Society Award for Best Supporting Actor |
| 2009 | Away We Go                                                 | Courtney Farlander     | |
| 2011 | Water for Elephants                                        | Charlie O'Brien        | |
| 2011 | Les Bien-aimés                                             | Henderson              | |
| 2012 | The Flowers of War                                         | Terry                  | |
| 2012 | The Babymakers                                             | Tommy Macklin          | |
| 2013 | Hello Carter                                               | Aaron                  | |
| 2014 | Goodbye to All That                                        | Otto Wall              | Mejor actor Tribeca Film Festival |
| 2014 | Black Eyed Dog                                             |                        | |
| 2014 | Straight Men/Same Bed                                      |                        | Cortometraje Escritor, director, productor |
| 2015 | The Daughter                                               | Christian              | |
| 2016 | Café Society                                               | Steve                  | |
| 2016 | Rules Don't Apply                                          | Richard Miskin         | |

### Televisión
| Año     | Título                                                    | Papel                  | Notas        |
| ------- | --------------------------------------------------------- | ---------------------- | ------------ |
| 2003    | Third Watch                                               | Thomas Warner          | 3 episodios  |
| 2008    | Drunk History Vol. 4                                      | William Henry Harrison | 1 episodio   |
| 2009/10 | Parks and Recreation                                      | Mark Brendanawicz      | 30 episodios |
| 2012    | The Newsroom                                              | Bryan Brenner          | 2 episodios  |
| 2014    | The Divide                                                | Clark Rylance          | 8 episodios  |
| 2016    | The Tunnel                                                | Artem Baturin          | 3 episodios  |
| 2016    | Channel Zero                                              | Mike Painter           | 6 episodios  |
| 2017    | Chance                                                    | Ryan Winter            | 4 episodios  |
| 2018    | The Assassination of Gianni Versace: American Crime Story | Paul Beck              | 2 episodios  |